# 2 Pedro 3

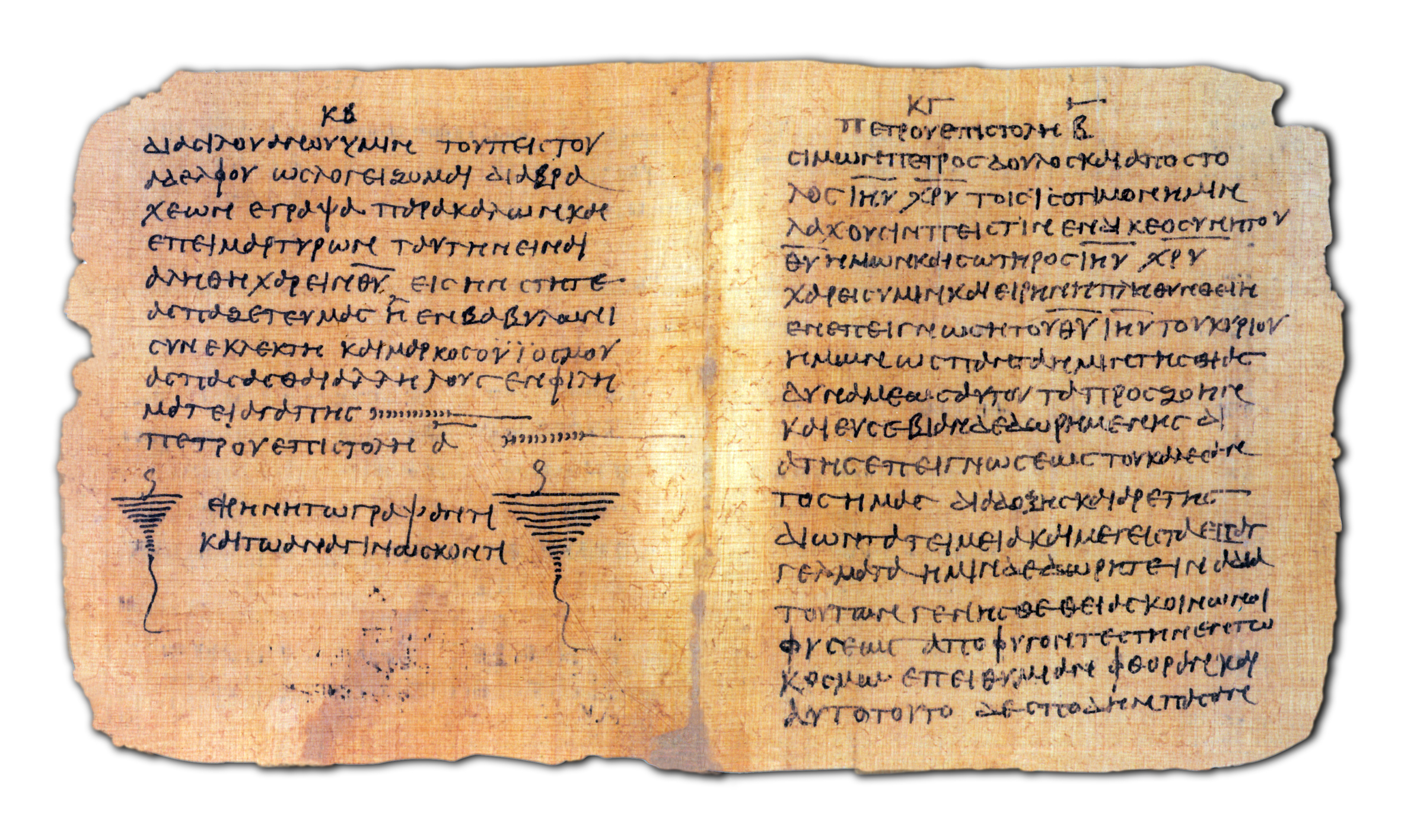
Trecho da Segunda Epístola de Pedro en el Papiro 72

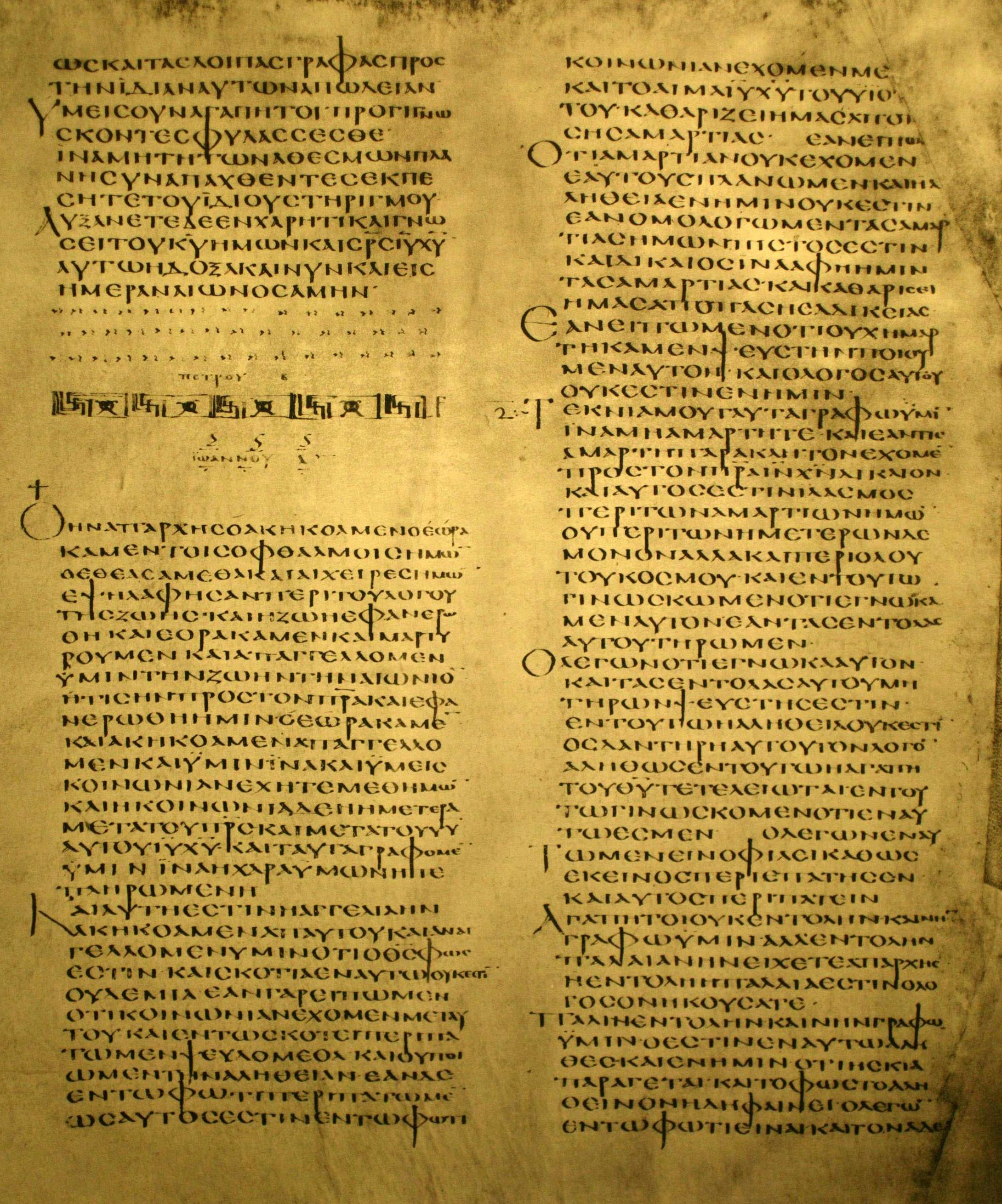
El final de la Segunda Epístola de Pedro (capítulo 3:16-18) y el comienzo de Primera epístola de Juan (capítulo 1:1-2:9) en la misma columna, en el Codex Alexandrinus (400-440 d. C.).

2 Pedro 3 es el tercer y último capítulo de la Segunda Epístola de Pedro del Nuevo Testamento de la Biblia cristiana. Compuesto por Simón Pedro, uno de los primeros Doce Apóstoles de Jesús. Contiene doctrinas sobre la Tradición y la escatología así como consejos finales y despedida.

## Texto
- La carta original fue escrita en griego koiné.
- Algunos de los manuscritos antiguos más antiguos que contienen este capítulo en griego incluyen:
  - Papiro 72 (siglo III/IV d. C.)
  - Codex Vaticanus (~325-350 M)
  - Codex Sinaiticus (~330-360 M)
  - Codex Alexandrinus (~400-440 M)
  - Codex Ephraemi Rescriptus (~450 d. C.; completo)
  - Papiro 74 (siglo VII; conservado: versículos 4,11,16)
- Este capítulo está dividido en 18 versículos.

## Estructura
La Nueva Traducción (TB) divide este capítulo:
- 2 Pedro 3:1-16 {{{2}}} = Día del Señor
- 2 Pedro 3:17-18 {{{2}}} = El Sello

## Contenido
- Doctrina sobre la Tradición. Versículos 1-2
- Errores sobre la Parusía. Versículos 3-4
- Doctrina escatológica. Versículos 5-10
- Consecuencias morales. Versículos 11-16
- Exhortación final y doxología. Versículos 17-18

### Doctrina sobre la Tradición. Versículos 1-2
1-Queridísimos: ésta es ya la segunda carta que os escribo. Ellas son como un recuerdo con el que procuro despertar en vosotros el recto criterio, 
2-para que os acordéis de las palabras anunciadas por medio de los santos profetas, y del precepto del Señor y Salvador que os transmitieron vuestros apóstoles.

#### Comentarios a los versículos 1-2
Simón Pedro exhorta a la vida cristiana fundada en el recto criterio, que tiene su origen en las palabras del Señor transmitidas por los Apóstoles. El hecho de indicarlos junto a los profetas quiere decir que, desde el principio, tienen una función semejante a los profetas del Antiguo Testamento, en cuanto transmisores autorizados de la Revelación: 

Lo que los Apóstoles transmitieron comprende todo lo necesario para una vida santa y para una fe creciente del Pueblo de Dios.

### Errores sobre la Parusía. Versículos 3-4
3-Tened en cuenta, ante todo, que en los últimos días vendrán hombres que se burlan continuamente de todo y que viven según sus propias concupiscencias, 
4-y que dirán: «¿Dónde está la promesa de su venida? Porque desde que los padres murieron, todo continúa como desde el principio de la creación».

#### Comentarios a los versículos 3-4
Los falsos profetas argumentaban que la Parusía no ocurriría, basándose en la aparente continuidad del mundo, ya que no habían ocurrido las catástrofes que ellos consideraban señales necesarias. La referencia a los "padres" en el versículo 4 puede aludir tanto a la primera generación de cristianos como a los patriarcas del Antiguo Testamento. Según estos detractores, la ausencia de cambios significativos desde entonces implicaba que tampoco habría transformaciones futuras.

### Doctrina escatológica. Versículos 5-10
5-Ignoran deliberadamente que en otro tiempo hubo cielos y tierra. Ésta, por la palabra de Dios, surgió de las aguas, y quedó asentada en medio de ellas, 
6-y, así, el mundo de entonces pereció anegado por las aguas. 
7-A su vez, los cielos y la tierra de ahora, por la misma palabra, están reservados para el fuego y guardados para el día del Juicio y de la perdición de los impíos. 
8-Pero hay algo, queridísimos, que no debéis olvidar: que para el Señor un día es como mil años, y mil años como un día. 
9-No tarda el Señor en cumplir su promesa, como algunos piensan; más bien tiene paciencia con vosotros, porque no quiere que nadie se pierda, sino que todos se conviertan. 
10-Pero como un ladrón llegará el día del Señor. Entonces los cielos se desharán con estrépito, los elementos se disolverán abrasados, y lo mismo la tierra con lo que hay en ella.

#### Comentarios a los versículos 5-10
El autor sagrado advierte a los falsos maestros por su incredulidad y enseña que desde el principio las cosas no han permanecido iguales. Dios creó el universo por su Palabra, y también por ella envió el diluvio, transformando profundamente la creación (vv. 5-6). Por lo tanto, es necesario creer que, igualmente por su Palabra, habrá una transformación que dará lugar a "unos cielos nuevos y una tierra nueva". Además, señala que el tiempo humano es insignificante frente a la eternidad de Dios (v. 8). Si el final parece demorado, es por la misericordia divina, que busca la salvación de todos los hombres. Sin embargo, hay una certeza: debemos estar vigilantes, porque el día del Señor llegará de manera inesperada.

Como no sabemos el día ni la hora, es necesario, según la amonestación del Señor, que velemos constantemente para que, terminado el único plazo de nuestra vida terrena (cfr Hb 9,27), merezcamos entrar con Él a las bodas y ser contados entre los elegidos (cfr Mt 25,31-46), y no se nos mande, como a siervos malos y perezosos (cfr Mt 25,26), ir al fuego eterno (cfr Mt 25,41)

### Consecuencias morales. Versículos 11-16
11-Si todas estas cosas se van a destruir de ese modo, ¡cuánto más debéis llevar vosotros una conducta santa y piadosa, 
12-mientras aguardáis y apresuráis la venida del día de Dios, cuando los cielos se disuelvan ardiendo y los elementos se derritan abrasados! 
13-Nosotros, según su promesa, esperamos unos cielos nuevos y una tierra nueva, en los que habita la justicia. 
14-Por lo tanto, queridísimos, a la espera de estos acontecimientos, esmeraos para que él os encuentre en paz, inmaculados e intachables, 
15-y considerad que la longanimidad de nuestro Señor es nuestra salvación. Así os lo escribió también nuestro querido hermano Pablo según la sabiduría que se le otorgó, 
16-y así lo enseña en todas las cartas en las que trata estos temas. En ellas hay algunas cosas difíciles de entender, que los ignorantes y los débiles interpretan torcidamente —lo mismo que las demás Escrituras— para su propia perdición.

#### Comentarios a los versículos 11-16
La certeza del fin del mundo y de la Parusía del Señor impulsa a vivir de manera recta y fiel en preparación para su venida.

Al fin de los tiempos el Reino de Dios llegará a su plenitud. Después del Juicio Final, los justos reinarán para siempre con Cristo, glorificados en cuerpo y alma, y el mismo universo será renovado. (…) La Sagrada Escritura llama “cielos nuevos y tierra nueva” a esta renovación misteriosa que trasformará la humanidad y el mundo.

La espera de una tierra nueva no debe debilitar, sino más bien avivar la preocupación de cultivar esta tierra, donde crece aquel cuerpo de la nueva familia humana, que puede ofrecer ya un cierto esbozo del siglo nuevo.

La mención de los escritos de Pablo (vv. 15-16) muestra claramente que, desde los primeros tiempos del cristianismo, se valoraba la unidad en la fe como un elemento esencial.

### Exhortación final y doxología. Versículos 17-18
17-Por eso, vosotros, queridísimos, sabiéndolo de antemano, estad alerta, no sea que —arrastrados por el error de esos disolutos— decaigáis de vuestra firmeza. 
18-Creced en la gracia y en el conocimiento de nuestro Señor y Salvador Jesucristo. A él la gloria ahora y hasta el día de la eternidad. Amén.

#### Comentarios a los versículos 17-18
La conclusión de la carta resume puntos clave como la preocupación pastoral, las herramientas para resistir a los falsos maestros y la fe en la divinidad de Jesucristo. De manera excepcional, esta doxología se dirige a Cristo, reafirmando explícitamente su divinidad, en línea con otros pasajes de la epístola.